# 擬櫛尾鱈
擬櫛尾鱈（学名：Pseudocetonurus septifer），又名鱈魚，为輻鰭魚綱鱈形目鼠尾鱈科擬櫛尾鱈屬下的一个种，為深海底棲性魚類，分布於西北太平洋台灣、東太平洋夏威夷群島海域，深度340-950公尺，體長可達39公分，棲息在底層水域，生活習性不明。